# Trirhabda adela
Trirhabda adela är en skalbaggsart som beskrevs av Blake 1931. Trirhabda adela ingår i släktet Trirhabda och familjen bladbaggar. Inga underarter finns listade i Catalogue of Life.